# Osteodontokeratische Kultur
Die Bezeichnung Osteodontokeratische Kultur (zu altgriechisch ὀστέον 'Knochen', ὀδούς 'Zahn' und κέρας 'Horn') wurde von dem australischen Paläoanthropologen Raymond Dart anhand der Funde von Bett 3 von Makapansgat (Transvaal) geprägt, wo in einer harten grauen Kalkstein-Brekzie bei der Überwachung von Steinbrucharbeiten seit 1946 über 7159 Tierknochen gefunden wurden, vor allem solche von Großtierarten wie Kudus, Nashörnern, Flusspferden und Equiden. Darts Theorie konnte durch die taphonomischen Studien von Charles Kimberlin Brain widerlegt werden.
Dart nahm an, dass Australopithecus africanus Knochen, Zähne und Hörner zur Jagd benutzte („Killer-ape“), bevor Steingeräte in Gebrauch kamen. Er stützte sich dabei auf die Repräsentation verschiedener Knochen – überwiegend Schädelteile – sowie auf die Existenz von Brüchen, die er auf die Einwirkung von Australopithecus prometheus (heute Australopithecus africanus) zurückführte. Er stellte diese Theorie zuerst auf dem 3. Panafrikanischen Kongress für Vorgeschichte in Livingstone im Jahr 1955 vor:
„These Makapansgat protomen ... were mighty hunters“. Eine Beteiligung von Hyänen am Knocheneintrag hielt Dart für unwahrscheinlich. Er nahm an, dass Australopithecus bevorzugt Knochen und Körperteile, die sich als Waffen und Werkzeuge eigneten, in die Höhle verbracht hatte. Schädel von Pavianen erklärte Dart mit bewusster Kopfjagd durch die Hominiden.
Dart veröffentlichte sehr phantasievolle Beschreibungen des gewalttätigen Verhaltens unserer Vorfahren: „man's predecessors ... seized living creatures by violence, battered them to death... slaking their ravenous thirst with the hot blood of victims and greedily devouring livid writhing flesh“.
Aufgegriffen wurden Darts Gedankengänge u. a. vom amerikanische Dramatiker Robert Ardrey, der in seinem Buch „African Genesis“ die Vorfahren des Homo sapiens als blutrünstige Wesen schilderte, ferner vom Science-Fiction-Autor Arthur C. Clarke, in dessen mit Stanley Kubrick gemeinsam geschaffenen Romanfassung 2001: Odyssee im Weltraum, die bekannte Szene mit dem Oberschenkelknochen-schwingenden Vormenschen enthalten ist, die auch in Kubricks Film 2001: Odyssee im Weltraum vorkommt.

## Belege
1. ↑  Raymond Dart, Cultural status of the South African man-apes. Smithsonian Report 4240, 1956, S. 317
2. ↑  Raymond Dart, The predatory transition from ape to man. In: International anthropological and linguistic review. Band 1, 1953, S. 201–208
3. ↑  Lydia Pyne: The Taung Child: The Rise of a Folk Hero. Kapitel 3 in: Dies.: Seven Skeletons. The Evolution of the World's Most Famous Human Fossils. Viking, New York 2016, S. 109, ISBN 978-0-525-42985-2